# Julieta Venegas
Julieta Venegas Percevault (ur. 24 listopada 1970 w Tijuanie) – meksykańska piosenkarka; dwukrotna zdobywczyni Grammy w kategorii najlepsza meksykańska piosenkarka rock i pop w języku hiszpańskim. Ma siostrę bliźniaczkę – Yvonne, która jest fotografem.

## Dyskografia

### Albumy
- 1997: Aquí
- 2000: Bueninvento
- 2003: Sí
- 2006: Limón y sal
- 2008: MTV Unplugged
- 2010: Otra cosa
- 2013: Los momentos

### Single
- 1997: "De mis pasos"
- 1997: "Cómo sé"
- 2000: "Sería feliz"
- 2000: "Hoy no quiero"
- 2001: "Fe"
- 2003: "Andar conmigo"
- 2004: "Lento"
- 2004: "Algo está cambiando"
- 2004: "Oleada"
- 2004: "Amores perros (me van a matar)"
- 2004: "El listón de tu pelo"
- 2004: "A tu lado"
- 2005: "Donde quiero estar/Mala memoria"
- 2006: "Me voy"
- 2006: "Limón y sal"
- 2007: "Eres para mí"
- 2007: "Primer día"
- 2008: "Mi principio"
- 2008: "El presente"
- 2008: "Algún día"
- 2010: "Bien o mal"
- 2010: "Despedida"
- 2010: "Abel"